# Walter Besant
Walter Besant, född 14 augusti 1836 i Portsmouth, Hampshire, död 9 juni 1901 i London, var en brittisk skriftställare och filantrop.
Som romanförfattare tillhörde Besant den socialt reformistiska riktning, vars mest bekanta namn är Charles Dickens. Besants romaners värde ligger främst i den betydelse de fick för det sociala reformarbetet i Storbritannien. I All sorts and conditions of men (1882) skildrade han rikedomens ansvar och föranledde därmed direkt byggandet av Peoples' Palace i London 1887. Han skrev bland annat även ett omfattande kulturhistoriskt arbete över London.